# Lee Man-hee (réalisateur)
Cet article concerne le réalisateur. Pour l'envoyé de Jésus sur Terre, voir Lee Man-hee.
Lee Man-hee (6 octobre 1931 – 13 avril 1975) est un réalisateur coréen considéré comme un martyr et un génie du cinéma , dont l'œuvre est considérée comme unique dans l'histoire du cinéma coréen.
Réalisateur considéré comme majeur par la critique moderne (6 de ses films ont ainsi intégré une liste des cent films coréens les plus importants de l'histoire composée par la cinémathèque de Corée en 2014), il reçoit plusieurs récompenses au cours de sa carrière qui est cependant marquée par des difficultés liées à son opposition aux autorités, sa mort prématurée et la disparition d'une partie de son œuvre. 
La Cinémathèque française lui consacre une rétrospective en 2010.

## Filmographie
Lee a réalisé 51 films, mais une partie de ceux-ci ont été perdus (dont celui qui était considéré comme son chef-d'œuvre, Manchu, 1966), détruits par la dictature ou à cause de l'incurie traditionnelle de l'industrie cinématographique.
- 1963 : Dora-oji Anneun Haebyeong (돌아오지 않는 해병),  Prix du dragon bleu du meilleur réalisateur
- 1963 :  Doraboji Malla (돌아보지 마라), prix de la grosse cloche du meilleur film
- 1965 : Shijang (시장), Prix du dragon bleu du meilleur film, du meilleur réalisateur, du meilleur acteur et de la meilleure actrice
- 1966 : Manchu (만추)
- 1972 : 0 shi (0시)
- 1975 : La Route de Sampo, prix de la grosse cloche du meilleur réalisateur
- 2005 : Hyuil (휴일), film tourné en 1968 mais bloqué par la censure, puis perdu et finalement diffusé à la suite de sa redécouverte)